# Latarnia morska St Catherine
Latarnia morska St Catherine "St. Catherine’s Lighthouse"– latarnia morska położona na najbardziej na południe wysuniętym cyplu wyspy Wight St. Catherine’s Point, w Niton. W 1967 roku latarnia została wpisana na listę zabytków English Heritage.
Pierwsza latarnia morska na przylądku St. Catherine’s Point został uruchomiona w 1323 roku przez Waltera de Godyton. Obok latarni zbudował także kaplicę, która razem z latarnią dotrwała do około 1530 roku.
Obecnie zbudowana latarnia rozpoczęła pracę w marcu 1840 roku, została wybudowana w celu ostrzegania przepływających statków po rozbiciu się w okolicach przylądka St. Catherine’s Point żaglowca "Clarendon" w 1838 roku.
Obecnie stacja jest monitorowana z Trinity House Operations & Planning Centre w Harwich.